# راب گونسالوس
رابرت «راب» گونسالوز (زاده ۱۰ ژوئیه ۱۹۵۹ – درگذشته ۱۴ ژوئن ۲۰۱۷) نقاش کانادایی رئالیسم جادویی (سوررئالیسم) بود. او سبک منحصر به فرد خودش را داشت و برای کتاب‌های خودش تصویرسازی می‌کرد.

## اوایل زندگی
گونسالوس در شهر تورنتو، کانادا به دنیا آمد. در نوجوانی‌اش، تحت تأثیر هنر عکس روی جلد آلبوم‌های پروگرسیو راک گروه‌هایی مانند جنسیس، یس و جنتل جاینت قرار گرفت. عنصر فانتزی و سوررئالیسم روی جلد این آلبوم‌ها نخستین جرقه‌های هنری او را برانداخت. همچنین عشق او به محیط شهری و معماری ویکتوریایی در نقاشی‌هایش راه پیدا کرد. راب گونسالوز در دانشگاه فنی رایرسون در رشته معماری تحصیل کرد و یادگرفت که چگونه با پرسپکتیو بازی کند. این‌ها از مهم‌ترین عناصر راوی در نقاشی‌های او شدند.
او یک سال در کالج هنر و طراحی انتاریو حضور یافت.

## مرگ و میراث
گونسالوز از بیماری روانی رنج می‌برد و در ۱۴ ژوئن ۲۰۱۷ به زندگی خود پایان داد. در صفحه رسمی فیس بوک او در این باره نوشته شد: «راب گونسالوز با تاریکی جنگید اما در ۱۴ ژوئن از پای درآمد.»

## در فرهنگ عامه
در سال ۲۰۱۸، آریانا گرانده موزیک ویدیویی را برای آهنگ «خدا یک زن است» منتشر کرد که در آن یک صحنه به نقاشی‌های گونسالوز «رقص آب» و «حک شده در سنگ» اشاره داشت.